# Wiener Library
Die Wiener Library, benannt nach Alfred Wiener, heute The Wiener Holocaust Library, ist eine 1933 gegründete Einrichtung zur Holocaustforschung mit Sitz in London. Heutiger Direktor ist Toby Simpson. Jährlich wird seit 1989 der Ernst-Fraenkel-Prize zur Holocaustforschung verliehen. Deutsche Preisträger waren z. B. Nikolaus Wachsmann, Maren Röger und Hannah Ahlheim.

## Geschichte

### Amsterdam
Die Bibliothek wurde von Alfred Wiener zusammen mit David Cohen, einem Mitglied der Amsterdamer jüdischen Gemeinde, als Jewish Central Information Office (JCIO) in Amsterdam gegründet, um über die Verfolgung von Juden durch die Nationalsozialisten zu informieren. Wiener war Angestellter im Centralverein deutscher Staatsbürger jüdischen Glaubens, bevor er 1933 nach Amsterdam exilierte.
1936 erwarb die Einrichtung das Archiv der NSDAP/AO Landesgruppe Spanien, das Regierungstruppen im Spanischen Bürgerkrieg in Barcelona in die Hände gefallen war. Das Material diente dem JCIO zu einer Anzahl anti-nazistischer Publikationen. Weiter wurden besonders drei Ereignisse kommentiert: der Berner Prozess gegen Distributoren der Protokolle der Weisen von Zion, der Mord an Wilhelm Gustloff durch den Juden David Frankfurter sowie der Novemberpogrom von 1938.
1939 wurden seitens der holländischen Regierung die Publikationen des JCIO limitiert, so dass die Gründer beschlossen, die Sammlung des Informationszentrums nach London zu verlegen. Nachdem  Wiener das Material nach London in Sicherheit gebracht hatte, vernichteten Mitarbeiter des Jewish Central Information Office noch am Tag des deutschen Einmarschs in die Niederlande am 10. Mai 1940 sämtliche noch vorhandenen Briefe und Dokumente.

### London
In London wurde sie dem britischen SOE, anderen alliierten Geheimdiensten sowie der BBC, damals Bestandteil des Ministry of Information, und anderen Presseagenturen zugänglich gemacht. Die Sammlung war bald als „Dr. Wieners Bibliothek“ bekannt. Nach dem Ende des Zweiten Weltkrieges wurde die Sammlung in ein Forschungsinstitut mit öffentlicher Bibliothek umgewandelt. Ihre bekannteste  Publikationsreihe war nun das von 1946 bis 1983 alle zwei Monate erscheinende Wiener Library Bulletin. Die Informationen bzw. Dokumente der Wiener Library über den Nationalsozialismus und das „Dritte Reich“ waren eine der Grundlagen für die Anklagen bei den Nürnberger Prozessen.
Teil der Sammlung sind Berichte damaliger Augenzeugen, die unmittelbar nach dem Kriegsende begannen, systematisch Interviews zu dokumentieren. Im Jahr 1964 wurde das Institute of Contemporary History eingerichtet, um die gesamthistorische Entwicklung Europas mit zu erforschen.
Die heutige The Wiener Library for the Study of the Holocaust and Genocide in London befasst sich mit dem Studium des Holocaust, des deutschen Judentums unter dem Nationalsozialismus sowie mit Antisemitismus und Neonazismus.
Am 21. April 2017 veröffentlichte die Bibliothek 900 Gigabyte Daten, die dokumentieren, wie Alliierte mit Kriegsverbrechen von 1943 bis 1949 umgingen. Dan Plesch, Direktor des Instituts für Internationale Studien und Diplomatie an der University of London, bat die UN-Archive um Freigabe der Dokumente der Kommission für Kriegsverbrechen (UNWCC). Um diese Belege in Archiven der Vereinten Nationen in New York auszuwerten, benötigten Historiker bisher die Genehmigung ihrer Regierung oder des UN-Generalsekretärs. Selbst dann konnten sie weder Kopien noch Notizen machen. „Die meisten über Kriegsverbrecherprozesse geschriebenen Bücher ignorieren die UN-Kriegsverbrecherkommission“, erklärte Ben Barkow, Direktor der Wiener Bibliothek. Seit dem 21. April 2017 ist diese Aufarbeitung online möglich durch die Wiener Library.

### Tel Aviv
Nach Finanzierungsproblemen im Jahr 1974 wurde geplant, die Wiener Library nach Tel Aviv zu verlagern. Im Zuge dieser Umsiedlung wurde ein großer Teil der Sammlung auf Mikrofilm archiviert. Die Umsiedelung der Bestände wurde aber nicht vollendet, so dass heute eine separate Wiener Sammlung an der Bibliothek der Universität Tel Aviv existiert, die mehrheitlich über den damaligen Bücherbestand der Wiener Library verfügt, während sich die Kopien auf Mikrofilm im Besitz der Wiener Library in London befinden.

### Berlin
In Deutschland wurde via DFG-Nationallizenz die Datenbank Testaments to the Holocaust mit digitalisierten Aufzeichnungen und seltenem gedruckten Material aus der Wiener Library verfügbar gemacht. Die digitale Sammlung enthält persönliche Zeugnisse des Lebens im Deutschen Reich 1933 bis 1945, Dokumente zur  Innenpolitik, zum jüdischen Leben in Deutschland von 1933 bis in die Nachkriegszeit sowie in den Konzentrationslagern, im Untergrund und im Exil aus der Bibliothek. Der überwiegende Teil der Dokumente liegt in deutscher Sprache vor.
Seit 2008 befindet sich im Jüdischen Museum Berlin eine Zweigstelle der Wiener Library.